# فرانكي كوفيلي
فرانكي كوفيلي (بالإنجليزية: Frankie Covelli)‏ مواليد 04 مايو 1913 في بروكلين، نيويورك، الولايات المتحدة - الوفاة 16 فبراير 2003 في شيكاغو، كان ملاكم محترف أمريكي صنّف ضمن فئة وزن الريشة.

## إحصائيات
خاض خلال مسيرته 157 نزالا، فاز في 94 وتعادل في 22 وخسر في 40. فاز بالضربة القاضية في 19 نزالا.

## روابط خارجية
- فرانكي كوفيلي على موقع بوكس ريك (الإنجليزية) (registration required)